# Starszy ogniomistrz

Dystynkcja starszego ogniomistrza PSP

Starszy ogniomistrz (st. ogn.) − najwyższy stopień podoficerski Państwowej Straży Pożarnej. Niższym stopniem jest ogniomistrz, a wyższym młodszy aspirant. Dawny stopień podoficerski w Wojsku Polskim.
W Wojsku Polskim prowadzony w 1924 roku. W wojskach rakietowych i artylerii odpowiadał stopniowi starszy sierżant.
W Siłach Zbrojnych PRL należał do grupy podoficerów starszych.
Odpowiadał mu stopień  starszego sierżanta.
W policji odpowiednikiem tego stopnia jest sierżant sztabowy Policji.